# Agnar

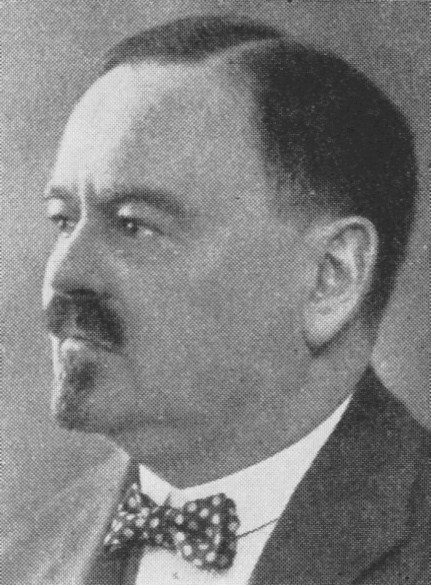
Agnar Meurling på 1930-talet.

Agnar är ett ovanligt mansnamn, med bara 220 bärare 31 december 2019 varav 43 hade det som tilltalsnamn. Det är troligen sammansatt av ordstammen agh- 'spets, egg' (alternativt fornnordiska agi 'oro, fruktan') och urnordiska *harjaR 'krigare'. Namnet, som är besläktat med namnet Agne, är ett fornnordiskt namn som omnämns i Ynglingasagan.
1986–1992 hade Agnar namnsdag den 21 januari och 1993–2000 den 13 februari, men numera finns namnet inte i den svenska almanackan.